# Mike Jones (wrestler)
 Der er flere personer med dette navn, se Mike Jones.
Mike Jones (født 13. juni 1951, død 28. februar 2024) var en amerikansk wrestler, der bedst var kendt under ringnavnet Virgil i World Wrestling Federation og som  Vincent i World Championship Wrestling. 
I World Wrestling Federation blev han i 1987 bodyguard for Ted DiBiase under navnet Virgil. Navnet, der blev fundet på af Bobby Heenan, var en slag mod wrestleren Virgil Runnels, der wrestlede som Dusty Rhodes i World Championship Wrestling. I 1996 skrev Mike Jones kontrakt med World Championship Wrestling, hvor hans nye navn Vincent var en hån mod WWF's ejer Vince McMahon. I både WWF og WCW var Jones' primære opgave at modtage tæv fra de andre wrestlere, og han wrestlede sjældent kampe selv, men var ofte blot bodyguard for Ted DiBiase i WWF eller en del af gruppen i New World Order, som han blev medlem af i WCW i 1996. Den eneste bemærkelsesværdige sejr i hans karriere er muligvis sejren i hans debutkamp i efteråret 1996 i WCW på ét af organisationens ugentlige tv-programmer WCW Saturday Night, hvor han klart besejrede en på det tidspunkt fuldstændig ukendt Bill Goldberg.